# Riunione

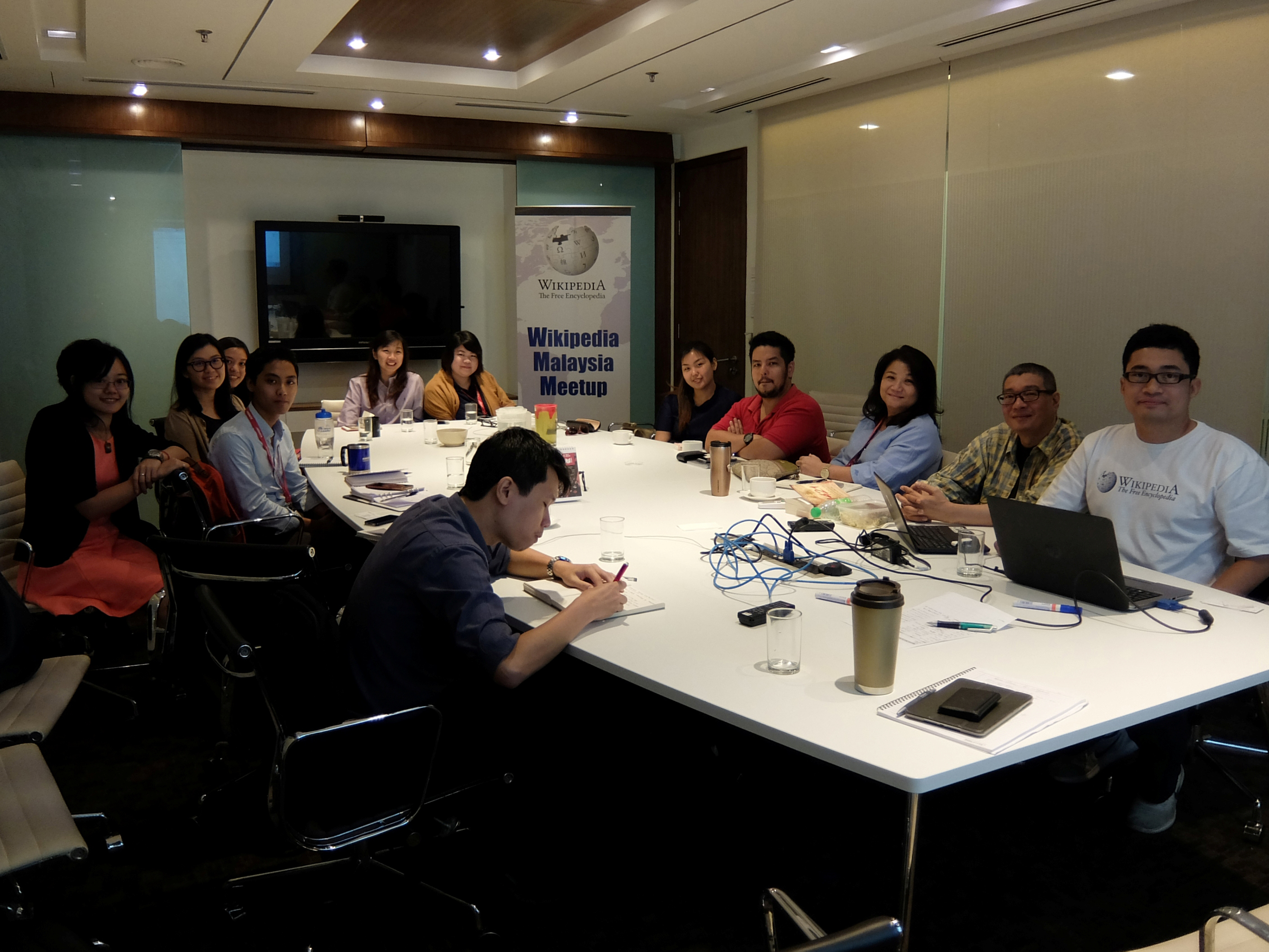
Esempio di riunione dedicata a Wikipedia

Per riunione s'intende un incontro temporaneo, organizzato e non occasionale di un discreto numero di persone, le quali si accordano tra di loro per radunarsi in un medesimo luogo (sia esso pubblico o privato) in cui tenere discussioni, conversazioni e manifestazioni su uno o più argomenti di interesse comune.
In alcuni precisi contesti, come ad esempio il mondo del lavoro, la politica e lo sport, al posto di "riunione" si ricorre all'inglese meeting, prestito attestato in italiano già dalla fine del XIX secolo ed usato per indicare specifiche tipologie di incontri non decisionali, sebbene in inglese il termine venga piuttosto definito come un atto o processo per giungere assieme, come in un'assemblea, ad uno scopo comune.

## Tipologie di riunioni

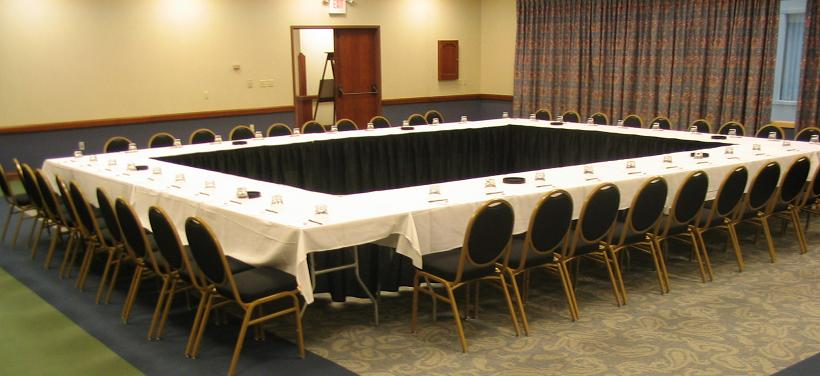
Un tavolo da conferenza, a volte impiegato per le riunioni

A seconda del motivo per cui viene convocata, una riunione può essere definita:
- incontro di Stato (o "vertice di Stato"), indetto dai rappresentanti di due o comunque pochi Stati per dibattere di questioni relative alle relazioni fra gli Stati rappresentati;
- congresso, indetto dai rappresentanti di più Stati per discutere e deliberare su gravi problemi d'interesse comune o internazionale (se segue una guerra si chiama "pace"), oppure indetto da studiosi, artisti o rappresentanti di un partito politico per discutere di argomenti riguardanti la categoria, il partito, ecc.[5];
- assemblea, convocata dagli appartenenti a una collettività per discutere problemi di interesse comune e generalmente per assumere decisioni a essi inerenti;
- raduno, organizzato per partecipare a una manifestazione, in genere di carattere sportivo o celebrativo[6];
- concilio, convocato dai componenti di una gerarchia ecclesiastica[6];
- incontro (o meeting) di lavoro, convocata da un membro di un ufficio o gruppo di lavoro allo scopo di prendere decisioni inerenti l'andamento delle attività;
- convegno (o meeting) politico, svolto al fine di discutere argomenti d'interesse, sociale e culturale (come ad esempio il Meeting per l'amicizia fra i popoli);[3]
- evento (o meeting) sportivo, ovvero una manifestazione sportiva (spesso a inviti) nella quale più soggetti o società sportive s'incontrano per disputare gare sportive multiple di una stessa specialità[3][6] (frequentemente nell'atletica leggera internazionale, come ad esempio la Diamond League).